# Кабанський район
Кабанський район (рос. Кабанский район, бур. Хабаансха (Кабанскын) аймаг) — адміністративна одиниця Республіки Бурятія Російської Федерації.
Адміністративний центр — село Кабанськ.

## Національний склад
- росіяни — 92,1 %
- буряти — 5,1 %
- українці — 0,7 %
- татари — 0,5 %
- азербайджанці — 0,4 %
- вірмени −0,2 %
- білоруси −0,2 %
- німці −0,2 %
- інші національності — 0,6 %

## Адміністративний поділ
До складу району входять 4 міських та 15 сільських поселень:
1. Бабушкінське міське поселення (місто Бабушкін, селище Мантуріха, селище при станції Боярський
2. Каменське міське поселення (селище Каменськ, селище Горний, село Тімлюй)
3. Селенгінське міське поселення (селище Селенгінськ)
4. Танхойське міське поселення (селище Танхой, селище Прибой, селище Рєчка Мішиха і селища при станціях Кедрова, Мішиха, Переємна)
5. Байкало-Кударинське сільське поселення (село Кудара, село Шерашово)
6. Брянське сільське поселення (село Тресково, село Брянськ, село Таракановка)
7. Видрінське сільське поселення (село Видріно, селище Толбазіха, селище Рєчка Видріно, селище при станції Видріно)
8. Кабанське сільське поселення (село Кабанськ, село Берегова, село Єлань, село Закалтус, село Нюкі, селище Полєвой)
9. Колесовське сільське поселення (село Большоє Колесово, село Каргіно, село Мале Колесово)
10. Корсаковське сільське поселення (село Корсаково)
11. Красноярське сільське поселення (село Красний Яр, село Жиліно, село Нова Деревня, село Романово)
12. Оймурське сільське поселення (село Оймур, село Дубініно, село Інкіно, улус Дулан)
13. Ранжуровське сільське поселення (улус Ранжурово, село Істоміно, село Степной Дворец)
14. Сухинське сільське поселення (село Суха, село Зарєчьє, селище Новий Енхелук)
15. Твороговське сільське поселення (село Шигаєво, село Мурзіно, село Творогово, селище Боркі)
16. Шергінське сільське поселення (село Шергіно, село Биково, село Нікольськ, село Фофоново, улус Хандала)
17. Клюєвське сільське поселення (селище Клюєвка, селище Івановка))
18. Большерєченське сільське поселення (село Большая Рєчка, селище при станції Посольська, зупинний пункт Байкальський Прибой)
19. Посольське сільське поселення (село Посольське, село Істок)